# 우루크 홈

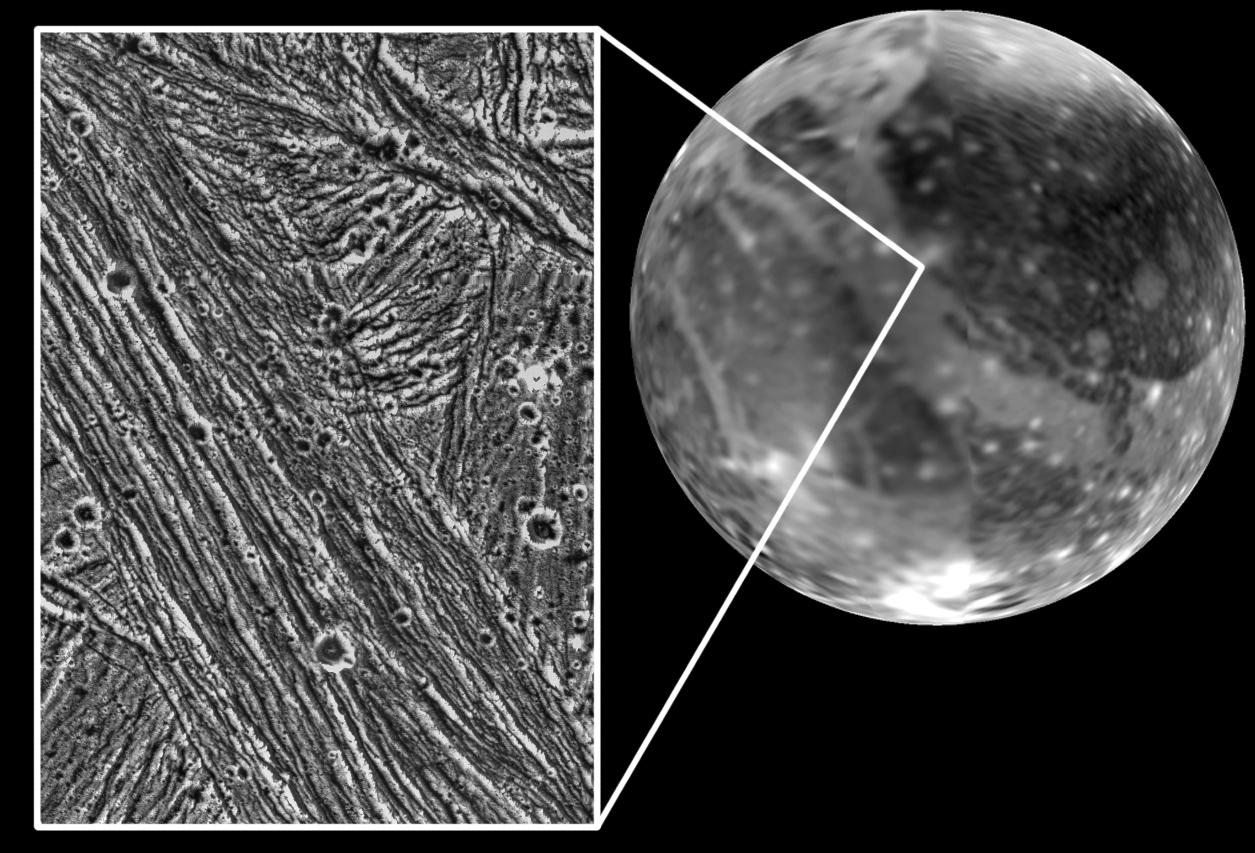
가니메데의 우루쿠 홈을 찍은 사진.

우루크 홈(Uruk Sulcus)은 목성의 위성인 가니메데에 있는 지역으로, 갈릴레오 지역과 인접한 홈 모양의 밝은 지형이다. 이 지형은 가니메데의 어두운 지형보다 젊은 것으로 생각된다.